# Buteo trizonatus
La poiana di foresta (Buteo trizonatus Rudebeck, 1957) è un uccello rapace della famiglia degli Accipitridi, endemico del Sudafrica.

## Descrizione
È un rapace di media taglia, lungo 41-48 cm e con un'apertura alare di 102-117 cm.

## Biologia

### Alimentazione
Le sue prede sono piccoli mammiferi, uccelli, rettili, rane, e anche grossi insetti.

### Riproduzione
Il nido è una ampia piattaforma di ramoscelli intrecciati rivestita di foglie e licheni, tipicamente collocata sulla biforcazione di due grossi rami, con predilezione per gli alberi di Pinus spp. o di Afrocarpus falcatus. La covata comprende in genere due uova, deposte nel periodo tra settembre ed inizio novembre, con un breve intervallo di tempo tra una ovodeposizione e l'altra, che si schiudono tra ottobre ed inizio dicembre.

## Distribuzione e habitat
Buteo trizonatus è endemico del Sudafrica; nidifica esclusivamente nella provincia del Capo Occidentale e Orientale, anche se può talora essere avvistato anche nelle province di Mpumalanga, Limpopo e KwaZulu-Natal.

## Conservazione
La IUCN Red List classifica Buteo trizonatus come specie prossima alla minaccia di estinzione (Near Threatened).